# Matte Modin
Matte Modin spelar trummor i Sportlov och Firespawn. Modin har tidigare varit medlem i Dark Funeral, Defleshed, Infernal, NonExist, Amy's Ashes, Raised Fist, Sarcasm med flera band. Han är känd för sina exceptionella färdigheter bakom trumsetet, kanske främst för sina blastbeats och sin medverkan i diverse projekt. Han sponsras av Pearl, Wincent och Zildjian Cymbals.
Matte Modin är troligen mest känd för sin medverkan i Dark Funeral, där han spelade trummor från 2000 till 2007.

## Diskografi

### Med Defleshed
- Abrah Kadavrah - 1996
- Under The Blade - 1997
- Death... The High Cost Of Living - 1999
- Fast Forward - 1999
- Royal Straight Flesh - 2002
- Reclaim the Beat - 2005

### Med Dark Funeral
- Diabolis Interium - 2001
- Under Wings of Hell (Infernal-split) (EP) - 2002
- De Profundis Clamavi Ad Te Domine (Livealbum) - 2004
- Attera Totus Sanctus - 2005

### Med Sportlov
- Snöbollskrieg - 2002
- Offerblod i Vallabod - 2003

### Med Raised Fist
- Sound of the Republic - 2006
- Veil of Ignorance - 2009
- From the North - 2015